# Союзные силы обороны
Союзные силы обороны (англ. Union Defence Force, африк. Unie-Verdedigingsmag) — вооружённые силы Южно-Африканского Союза, существовавшие с момента вступления в силу Закона об обороне (№ 13 от 1912 года), через два года после создания Южно-Африканского Союза, до 1957 года, когда они были реорганизованы и переименованы в Южно-Африканские силы обороны (SADF).

## История

### Учреждение
После образования Южно-Африканского Союза в 1910 году генерал Ян Смэтс, первый министр обороны Союза, придал большое значение созданию единой армии из отдельных армий четырёх провинций Союза. Закон об обороне ЮАС (Закон 13 от 1912 г.) предусматривал создание вооружённых сил, состоящих из Постоянных сил (Permanent Force) (или постоянной армии), состоящих из кадровых военных, Сил активных граждан (Active Citizen Force (ACF)), состоящих из временных призывников, Береговых гарнизонных сил (Coast Garrison Force) и Королевского военно-морского добровольческого резерва (южноафриканское подразделение) (RNVR(SA)), а также любых других оборонных сил, которые могут быть созданы в будущем для удовлетворения потребностей обороны Южно-Африканского Союза. Закон 1912 года также обязывал всех белых мужчин в возрасте от семнадцати до шестидесяти лет служить в армии, но это не было строго соблюдено, поскольку существовало большое количество добровольцев. Вместо этого половина белых мужчин в возрасте от 17 до 25 лет по жребию призывалась в ряды ACF.

### Постоянные силы
Первоначально в состав Постоянных сил входили пять регулярных коннострелковых полков и небольшая артиллерийская часть, а также штаб, инструкторский и административный персонал. Также были предусмотрены Корпус береговой обороны, Южноафриканский авиационный корпус (SAAC) — часть ACF и Школьный кадетский корпус. Общее командование не предусматривалось, вместо этого командиры Гражданских сил, Кадетского корпуса и Постоянных сил подчинялись непосредственно министру обороны.

### Штаб
1 июля 1912 года в Претории была создан штаб Союзных сил обороны. Штаб состоял из трёх секций: Секретариат, Генеральный штаб и Административная секция. В декабре 1913 г. была добавлена Секция медицинского обслуживания, а в 1916 г. Административная секция стала Секцией генерал-квартирмейстера. Бригадный генерал Кристиан Фредерик Бейерс был назначен генеральным комендантом Гражданских сил, бригадный генерал Генри Лукин — генеральным инспектором Постоянных сил, а полковник Персиваль Скотт Бевес — комендантом кадетов. Они подчинялись непосредственно министру обороны. В сентябре 1914 года К. Ф. Бейерс покинул свой пост, и эта роль перешла к министру обороны.
В сентябре 1914 года К. Ф. Бейерс покинул свой пост, и эта роль перешла к министру обороны. Звания офицеров, возглавлявших эти отделы, были изменены 1 июля 1915 года. Начальник Генерального штаба стал главным офицером Генерального штаба и генерал-адъютантом. Начальник административной части стал генерал-квартирмейстером. В июле 1917 года должность начальника Генерального штаба была вновь переименована в должность начальника Генерального штаба и генерал-адъютанта. В мае 1918 года координация всей военно-штабной работы в штабе и издание всех военных приказов были возложены на начальника Генерального штаба, а также были разделены обязанности коменданта кадетов и роль генерал-адъютанта. В составе КГС было 4 отдела — отдел Генерального штаба, генерал-адъютант, медицинская служба и генеральный квартирмейстер. Андрис Бринк был назначен начальником Генерального штаба в 1920 году. Посты начальника Генерального штаба и министра обороны были объединены 30 сентября 1922 года после ухода в отставку сэра Роланда Борна.

### Создание служб
Сухопутные войска были созданы путем слияния существующих военных структур бывших британских колоний и бурских республик, которые стали четырьмя провинциями Союза. В 1920 году были сформированы военно-воздушные силы. Военно-морская служба (South African Naval Service) была создана в 1922 году после передачи в дар HMS Thames, который стал южноафриканским учебным кораблем «Генерал Бота» (General Botha).

### Реорганизация в 1922
Закон о поправках к Закону об обороне СА № 22 от 1922 года реорганизовал постоянные силы. С 1 февраля 1923 года в состав постоянных сил входили штабной корпус, инструкторский корпус, военно-морская служба, полевая артиллерия, 1-й коннострелковый полк, постоянная гарнизонная артиллерия, инженерный корпус, военно-воздушные силы, корпус обслуживания, медицинский корпус, артиллерийско-технический корпус, ветеринарный корпус и хозяйственный, финансовый и клерикальный корпуса.

### 1926—1934
В целях экономии средств в 1926 году была проведена ещё одна реорганизация. Последний полк конных стрелков был расформирован, как и бригадный штаб полевой артиллерии. Великая депрессия оказала давление на бюджет, и 56 подразделений Гражданских сил были расформированы, а количество военных округов сокращено с 16 до 6 Батальон специальной службы был основан как способ создания работы для молодых людей, которые не могли найти работу. В 1933 году Освальд Пироу стал министром обороны, генерал Бринк был назначен главнокомандующим Союзных сил обороны, а также министром обороны, а Пьер ван Райневельд стал начальником Генерального штаба Кроме того, 6 военных округов были переименованы в командования.

### Пятилетний план расширения Пироу
По мере улучшения экономики министр Пироу выдвинул план расширения и реорганизации Сил обороны. Военно-воздушные силы должны были быть увеличены до 7 эскадрилий, а новые базы строились в Уотерклофе, Блумфонтейне, Дурбане и Янгсфилде. Однако к началу Второй мировой войны это не было реализовано. Подразделения активных гражданских сил должны были увеличиться с 8 до 24, 12 базировались в городских районах и 12 — в сельской местности.

### Войны и другие действия
В 1913 и 1914 годах новые Гражданские силы численностью 23 400 человек были призваны для подавления нескольких промышленных забастовок в Витватерсранде. UDF участвовали в Первой и Второй мировых войнах, Берлинской воздушной операции и Корейской войне.

## Первая мировая война
Во время Первой мировой войны Силы обороны действовали в нескольких регионах. В Африке армия вторглась в немецкую Юго-Западную Африку, позже известную как Юго-Западная Африка, а сейчас известную как Намибия. Южноафриканцы изгнали немецкие войска и установили контроль над немецкой колонией. В рамках Восточно-Африканской кампании союзников в Германскую Восточную Африку (позднее известную как Танганьика) была направлена экспедиция под командованием генерала Яна Смэтса. Целью экспедиции была борьба с немецкими войсками в этой колонии и попытка захватить неуловимого немецкого генерала фон Леттов-Форбека. В конце концов, Леттов-Ворбек вывел свои крошечные силы из Германской Восточной Африки в Португальскую Восточную Африку, а затем в Северную Родезию, где он согласился на прекращение огня через три дня после окончания войны.
В Европе 1-я пехотная бригада ЮАС была отправлена во Францию, чтобы сражаться на Западном фронте. Помимо 5 батарей тяжёлой артиллерии, были сформированы и отправлены на фронт полевая скорая помощь, рота связи Королевских инженеров и общий госпиталь. Битва при Делвилль-Вуде в 1916 году стала самым большим сражением, в котором участвовали Южноафриканские заморские экспедиционные силы. Южноафриканцы также участвовали в боевых действиях на Ближнем Востоке: Капский корпус был развёрнут в составе Египетской экспедиционной армии в Палестине.

### Военные контингенты и потери
При населении около 6 миллионов человек в период с 1914 по 1918 год более 250 000 южноафриканцев всех рас добровольно служили своей стране. Вероятно, около 50 % белых мужчин военного возраста служили во время войны, более 146 000 белых. 83 000 чернокожих и 2 500 цветных и азиатов также служили либо в Германской Юго-Западной Африке, Восточной Африке, на Ближнем Востоке, либо на Западном фронте в Европе. Более 7 000 южноафриканцев погибли и почти 12 000 были ранены во время войны. Восемь южноафриканцев получили Крест Виктории за героизм, высшую и престижную военную медаль империи. Битва при Делвилл-Вуд и потопление корабля SS Mendi — самые крупные случаи гибели людей.

## Вторая мировая война
Южная Африка и её вооружённые силы принимали участие во многих театрах военных действий. Вклад ЮАС заключался главным образом в поставках войск, авиации и материалов для Североафриканской кампании («война в пустыне») и Итальянской кампании, а также для кораблей союзников, которые заходили в важнейшие порты страны, примыкающие к Атлантическому и Индийскому океанам, сходящимся у оконечности юга Африки. Многочисленные добровольцы также летали в составе Королевских ВВС.
1. СВ и ВВС ЮАС сыграли важную роль в разгроме итальянских войск Бенито Муссолини во время Восточноафриканской кампании 1940/1941 гг. Переоборудованные Юнкерсы Ju 86 из 12-й эскадрильи ВВС ЮАС совершили первый бомбовый налёт в кампании на скопление танков в Мояле в 8 утра 11 июня 1940 года, спустя всего несколько часов после объявления Италией войны[17].
2. Ещё одной важной победой, в которой участвовали южноафриканцы, стало освобождение Малагасийского острова (ныне известного как Мадагаскар) от контроля французов Виши, которые были союзниками нацистов. Британские войска, которым помогали южноафриканские солдаты, провели наступление из Южной Африки, высадившись на стратегически важном острове 4 мая 1942 года[18], чтобы предотвратить его захват японцами.
3. 1-я пехотная дивизия ЮАС принимала участие в нескольких операциях в Северной Африке в 1941 и 1942 годах, включая битву при Эль-Аламейне, после чего была выведена в Южную Африку для переформирования в бронетанковую дивизию.
4. 2-я пехотная дивизия ЮАС также принимала участие в ряде действий в Северной Африке в 1942 году, но 21 июня 1942 года две полные пехотные бригады дивизии, а также большинство вспомогательных подразделений были взяты в плен при падении Тобрука.
5. 3-я пехотная дивизия ЮАС не принимала активного участия в боях, а занималась организацией и обучением южноафриканских сил внутренней обороны, выполняла гарнизонные функции и поставляла пополнение для 1-й пехотной и 2-й пехотной дивизий. Тем не менее, одна из бригад, входящих в состав дивизии — 7-я моторизованная бригада — участвовала во вторжении на Мадагаскар в 1942 году.
6. 6-я бронетанковая дивизия ЮАС участвовала в многочисленных боях в Италии в 1944—1945 годах.

ВВС ЮАС внесли значительный вклад в воздушную войну в Восточной Африке, Северной Африке, Сицилии, Италии, на Балканах и даже далеко на востоке: бомбардировки румынских нефтяных месторождений в Плоешти, миссии снабжения в поддержку Варшавского восстания и разведывательные миссии перед советским наступлением в районе Львова — Кракова.
Многочисленные южноафриканские летчики также добровольно вступали в RAF, некоторые из них служили с отличием.
ЮАС внёс свой вклад в военные действия против Японии, поставляя людей и укомплектовывая корабли для участия в военно-морских операциях против японцев.
Из 334 000 мужчин, добровольно поступивших на постоянную службу в Союзные силы обороны во время войны (включая 211 000 белых, 77 000 чёрных и 46 000 цветных и индийцев), почти 9 000 были убиты в бою.

## Корейская война
В 1950-х годах 2-я эскадрилья («Летающие гепарды») южноафриканских военно-воздушных сил служила в качестве основного вклада Южно-Африканского Союза в Командование Объединённых Наций. Более 200 офицеров и около 545 лётчиков ВВС ЮАС участвовали в боевых действиях над Кореей в период с 1950 по 1953 год. Также были представлены 38 различных званий из других родов войск ССО. Во время Корейской войны 34 южноафриканца погибли или пропали без вести. Восемь пилотов, сбитых коммунистическими силами или вынужденных посадить свой самолёт в тылу врага, попали в плен.